# Rechung Dorjé Drakpa
Bakula Rinpoché
-
Rechung Dorjé Drakpa (tibétain : རས་ཆུང་རྡོ་རྗེ་གྲགས་པ་, Wylie : ras chung rje rdo grags pa ; translittérations en chinois : 热琼·多杰扎巴, 热炯), né en 1084 et décédé en 1161, connu sous le nom Réchoungpa (tibétain : རས་ཆུང་པ, Wylie : ras chung pa, translit. en chinois : 热琼巴), était l'un des deux disciples les plus importants du yogi et poète du XIe siècle Milarépa (l'autre étant Gampopa). Réchoungpa fonda la lignée Rechung Kagyu et a été particulièrement important dans la transmission du cycle des enseignements ésotériques de Cakrasamvara connus sous le nom Demchog Nyengyü (tibétain : བདེ་མཆོག་སྙན་བརྒྱུད, Wylie : bde mchog snyan brgyud), Demchog-Khandro Nyengyü (tibétain : བདེ་མཆོག ? སྙན་བརྒྱུད, Wylie : bde mchog ? snyan brgyud) ou Rechung Nyengyü (tibétain : རས་ཆུང་སྙན་བརྒྱུད, Wylie : ras chung snyan brgyud).
Il avait onze ans quand il rencontra Milarépa. Il voyagea à deux reprises en Inde où il étudia avec des maîtres indiens. Il pratiqua la méditation dans des grottes, dont celle où il fonde le monastère Rechung Puk, située dans l'actuel xian de Nêdong sur le flanc d'une montagne qui sépare la vallée de Yarlung (en) de celle de Chonggye.
Parmi les disciples de Milarépa, Rechung a occupé un poste de premier plan, et avec Gampopa a donné des instructions au premier Karmapa, Dusum Khyenpa, fondateur de la ligne de la lignée Karma Kagyu. Alors que le moine Gampopa a mis davantage l'accent sur la tradition monastique dans les lignées de transmission, Rechung a mis l'accent sur le yoga des maîtres indiens.
Il fut également un tertön (révélateur de trésors spirituels) et a découvert des enseignements de Padmasambhava. Réchoungpa a voyagé plusieurs fois en Inde et en rapporta des enseignements tantriques incorporées dans une lignée unique. La lignée de transmission se poursuit par Gyalwa Kyang Tsangpa, disciple de Rechungpa, puis par Machik Ongyo (Machig Ongjo ou Ayu Khandro (en)) (XIIe siècle). Cette lignée de transmission s'est continuée jusqu'à nos jours. Entre autres, elle est conservée par Changling Rinpoché, qui enseigne également en Occident.
Les bouddhistes tibétains croient que Réchoungpa a compilé les Six Saveurs Égales à partir de sources indiennes et que le texte a été caché par Réchoungpa, pour être redécouvert ultérieurement par le tertön Tsangpa Gyare, fondateur de la lignée Drukpa au Tibet.
Rechung Rinpoché a été reconnu comme la 14e incarnation de Rechung Dorjé Drakpa.